# Лезгор
Лезго́р (дигор. Лезгорæ, ирон. Лезгор) — село в Ирафском районе Республики Северная Осетия-Алания. Входит в состав Задалеского сельского поселения.

## География
Расположено на склон горы Кушеска, в 33 км к юго-западу от районного центра — Чикола и в 105 км к западу от Владикавказа.

## История
По данным на 1886 год в селе насчитывалось 58 дворов. В 1927 году оно было фактически заброшено из-за сошедшего селевого потока, разрушившего многие строения.
Недалеко от села расположен Донифарско-Лезгорский некрополь, с большим количеством каменных склепов и стел, в которых производились захоронения вплоть до XVIII века.
По сведениям Афако Гецаева в Лезгоре к началу 20 века проживали фамилии: Аршиевы, Бериевы, Бетановы, Бетрозовы, Бузаровы, Ваниевы, Газановы, Дашиевы, Дреевы, Елеевы, Кабалоевы, Караевы, Левановы, Тайсаевы, Хаевы, Хидировы, Цамакаевы, Цорионовы, Чибиевы.

## Население
| 2002 | 2010 | 2021 |
| ---- | ---- | ---- |
| 5    | ↗14  | ↘2   |

## Достопримечательности
- Объект культурного наследия федерального значения (археология)[4]:

Могильник V—IX вв
- Объекты культурного наследия федерального значения (архитектура)[4]:

Архитектурный комплекс:	
1. Склеповый могильник (шестьдесят четыре усыпальницы) — между с. Лезгор и Донифарс
2. Башня сторожевая — с. Лезгор, северная окраина
3. Галуан (укрепленная усадьба) Левановых — с. Лезгор, центр
4. Цырты, памятные столбы (два) — с. Лезгор

- Объекты культурного наследия регионального значения (архитектура)[4]

1. Сторожевая башня, средние вв. — с. Лезгор
2. Два склепа на древнем кладбище, средние вв. — с. Лезгор
3. Сторожевая башня, средние вв. — с. Лезгор, на северной окраине
4. Комплекс памятников — с. Лезгор, на древнем кладбище
5. Склеп № 1 — с. Лезгор, на древнем кладбище
6. Склеп № 2 — с. Лезгор, на древнем кладбище

- В окрестностях находится могильник Кари Цагат[5][6]

## Транспорт
Относится к местностям с низкой транспортной освоенностью и ограниченными сроками транспортной доступности (Закон Республики Северная Осетия-Алания от 21.01.1999 № 3-з «О труднодоступных и отдаленных местностях Республики Северная Осетия-Алания»).